# Ľudovít Kaník
Ľudovít Kaník (* 1. září 1965 Hnúšťa) je slovenský politik, po sametové revoluci člen Demokratické strany, později Slovenské demokratické a křesťanské unie-DS, za kterou byl v letech 2002–2005 ministrem práce, sociálních věcí a rodiny v druhé vládě Mikuláše Dzurindy.

## Biografie
V roce 1983 absolvoval gymnázium v rodné Hnúšti, v roce 1988 Vysokou školu ekonomickou v Bratislavě. Do politiky vstoupil po sametové revoluci, v letech 1990–1991 jako ředitel odboru malé privatizace a dražeb na Ministerstvu pro správu a privatizaci národního majetku Slovenské republiky. Pak v letech 1992–1998 působil v soukromém sektoru. Roku 1998 byl jmenován ředitelem Fondu národního majetku Slovenské republiky. Po odchodu z této pozice se opět vrátil do privátní sféry a v letech 2002–2005 zastával post ministra práce, sociálních věcí a rodiny v druhé vládě Mikuláše Dzurindy.
Stranicky se angažoval v Demokratické straně. V červnu 2000 se stal jejím místopředsedou pro výstavbu strany a pro média. V únoru 2001 se stal 1. místopředsedou Demokratické strany a pak po opakovaných volbách jejím předsedou. Od roku 2002 po integraci přešel do politické formace Slovenská demokratická a křesťanská unie-Demokratická strana. Za SDKÚ-DS byl v slovenských parlamentních volbách roku 2010 zvolen do Národní rady SR. Mandát obhájil v parlamentních volbách roku 2012. Je předsedou poslaneckého klubu SDKÚ-DS.
Je ženatý, má tři děti. Žije v Banské Štiavnici. Angažuje se v občanském sdružení SPORITEĽ, které hájí zájmy přispěvatelů do soukromého důchodového systému.